# جير سفينسون
جير سفينسون (بالآيسلندية: Geir Sveinsson) مواليد 27 يناير 1964، هو لاعب كرة يد أيسلندي معتزل. يلعب حاليا مع منتخب آيسلندا لكرة اليد. مثل منتخب آيسلندا لكرة اليد. شارك في دورة الألعاب الأولمبية الصيفية سنة 1988.

## المسيرة الاحترافية
لعب مع نادي فالور في سنة 1989، ثم لعب مع نادي جرانوليريس لكرة اليد في الدوري الإسباني من سنة 1989 إلى 1991، ثم لعب مع نادي مونبلييه لكرة اليد في الدوري الفرنسي من سنة 1995 إلى 1997.

## روابط خارجية
- جير سفينسون على موقع أوليمبيديا (الإنجليزية)